# Sadayuki Murai
Sadayuki Murai (村井 さだゆき, Murai Sadayuki), né en 1964, est un scénariste japonais qui exerce dans les séries et longs-métrages d'animation. 
Il a notamment collaboré à Perfect Blue, Millennium Actress, Kino no Tabi, Gilgamesh, Gad Guard (en) et Steamboy.